# Ectoedemia arcuatella
Ectoedemia arcuatella là một loài bướm đêm thuộc họ Nepticulidae. Loài này có ở hầu hết châu Âu, except bán đảo Iberia, phía đông đến và the Volga và Ural regions of Nga.
Sải cánh dài khoảng 5 mm. Con trưởng thành bay từ tháng 6 đến tháng 7.
Ấu trùng ăn Fragaria moschata, Fragaria vesca, Fragaria viridis, Potentilla erecta và Potentilla sterilis. Chúng ăn lá nơi chúng làm tổ. 